# Khu phố cổ của Warszawa
Phố cổ Warszawa (tiếng Ba Lan: Stare Miasto và thông tục là Starówka) là khu vực lâu đời nhất của Warszawa, Ba Lan. Nó được giới hạn bởi Wybrzeże Gdańskie, dọc theo sông Vistula, và bên cạnh các khu vực Grodzka, Mostowa và Podwale. Đây là một trong những địa điểm thu hút khách du lịch nổi bật nhất của thủ đô Warszawa nói riêng và Ba Lan nói chung. Trung tâm của khu phố cổ là Quảng trường chợ là nơi có nhiều nhà hàng truyền thống, quán cà phê cùng nhiều cửa hiệu. Các đường phố bao quanh có kiến trúc thời Trung Cổ gồm tường thành, nhà thờ vòm chính tòa Thánh Gioan và Thành lũy Warszawa nối liền Phố cổ với Thị trấn mới Warszawa.

## Lịch sử

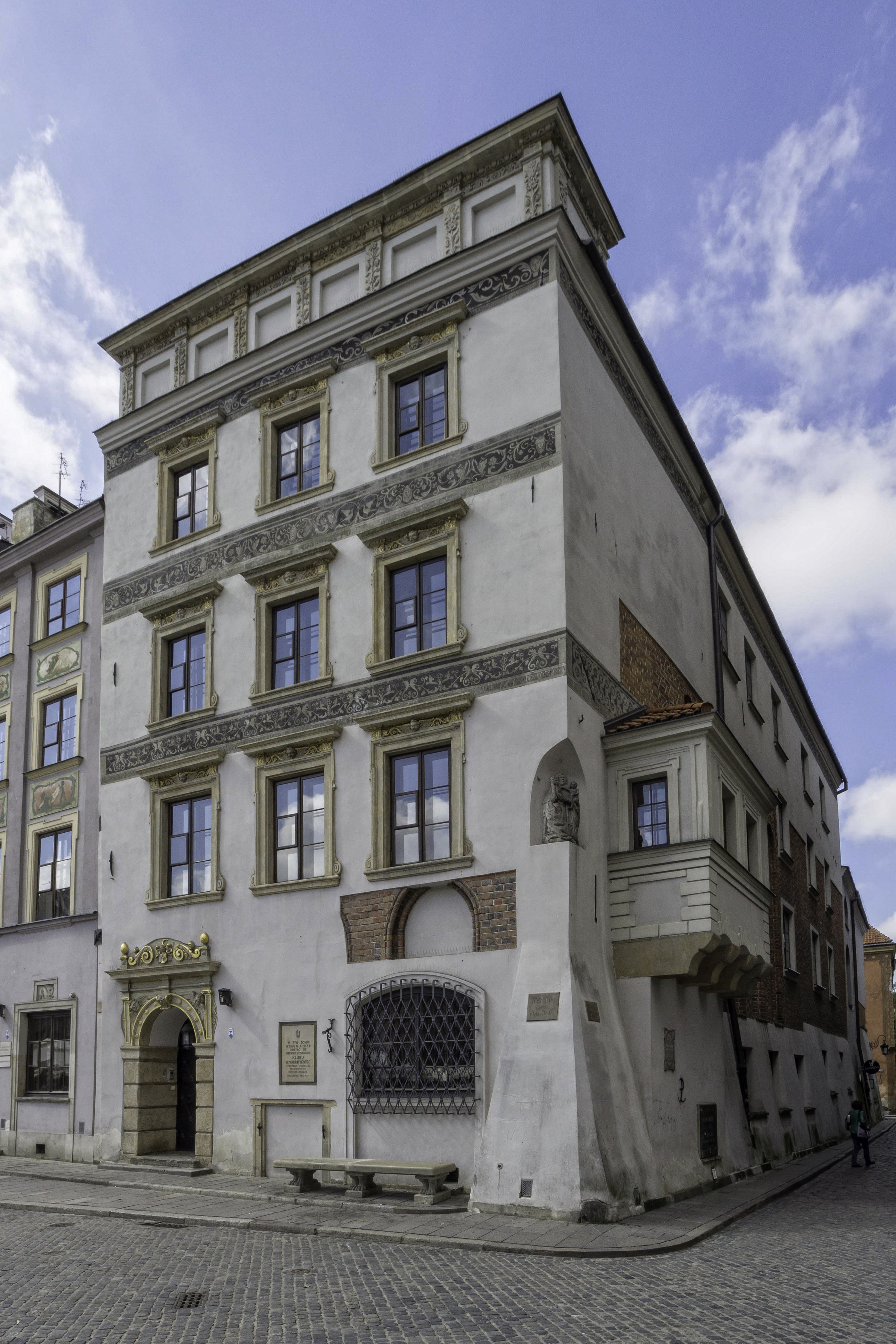
Chung cư của Công tước Masovia, xây năm 1466.

Phố cổ Warszawa được thành lập vào thế kỷ 13 ban đầu được bao quanh bởi thành lũy bằng đất, trước năm 1339 thì thành được gia cố bằng tường thành bằng gạch. Thị trấn ban đầu phát triển xung quanh tòa lâu đài của Công tước Mazovia mà sau này trở thành Lâu đài Hoàng gia. Quảng trường chợ (Rynek Starego Miasta) được xây vào cuối thế kỷ 13 hoặc đầu thế kỷ 14, dọc theo con đường chính nối lâu đài với Thị trấn mới ở phía Bắc.

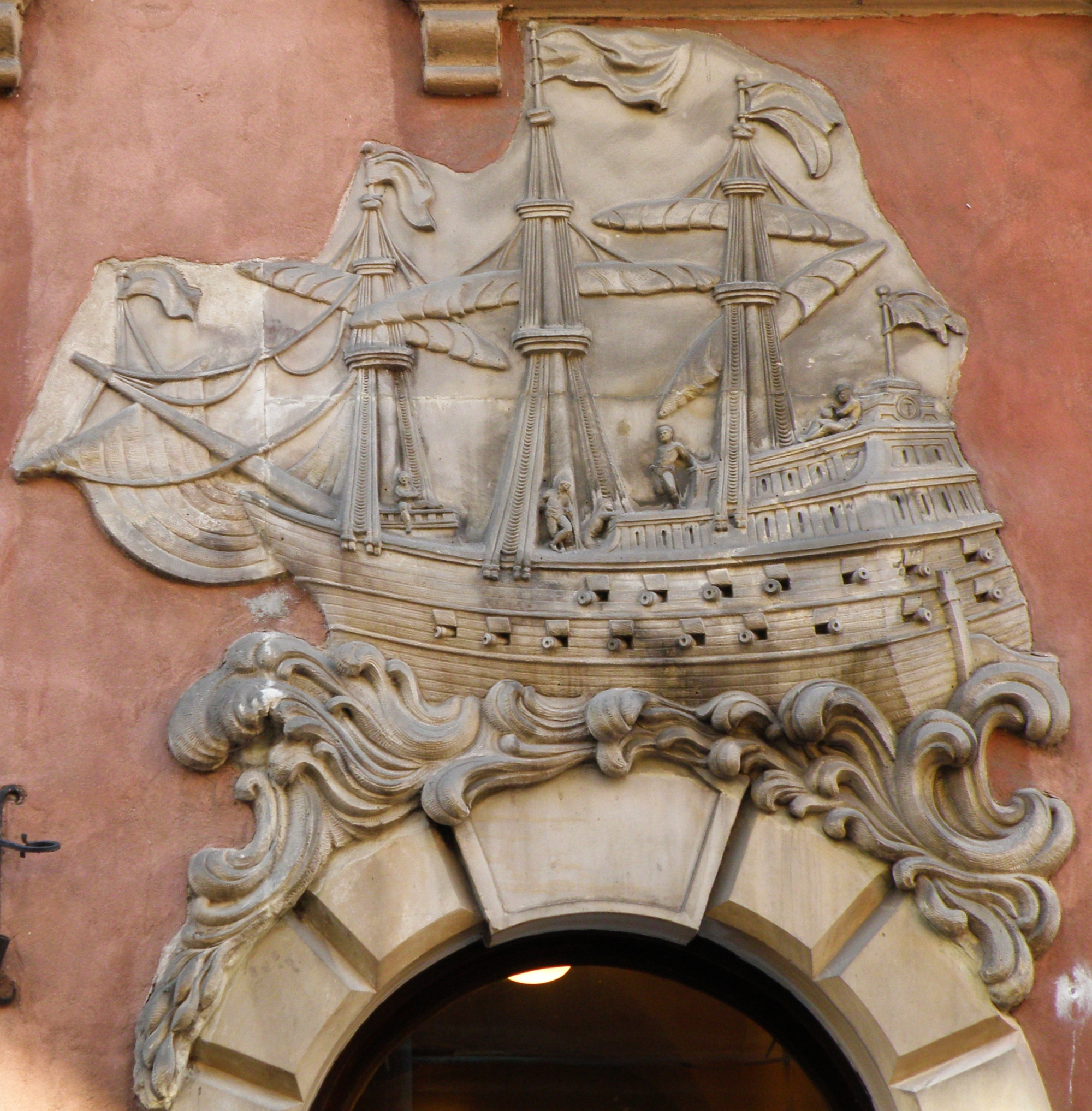
Cổng của chung cư có kiến trúc Rococo mô tả một con thuyền buồm Galleon tại phố Świętojańska, đầu thế kỷ 18

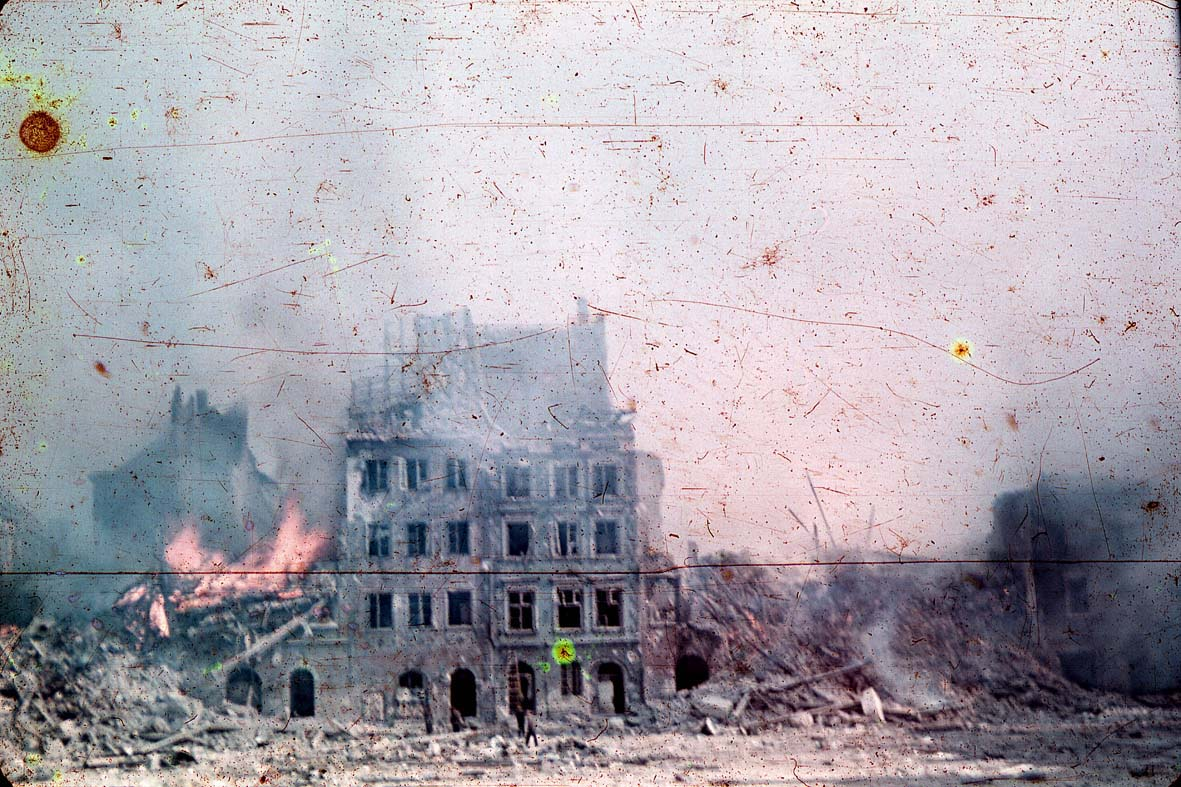
Phố cổ trong cuộc nổi dậy Warszawa năm 1944.

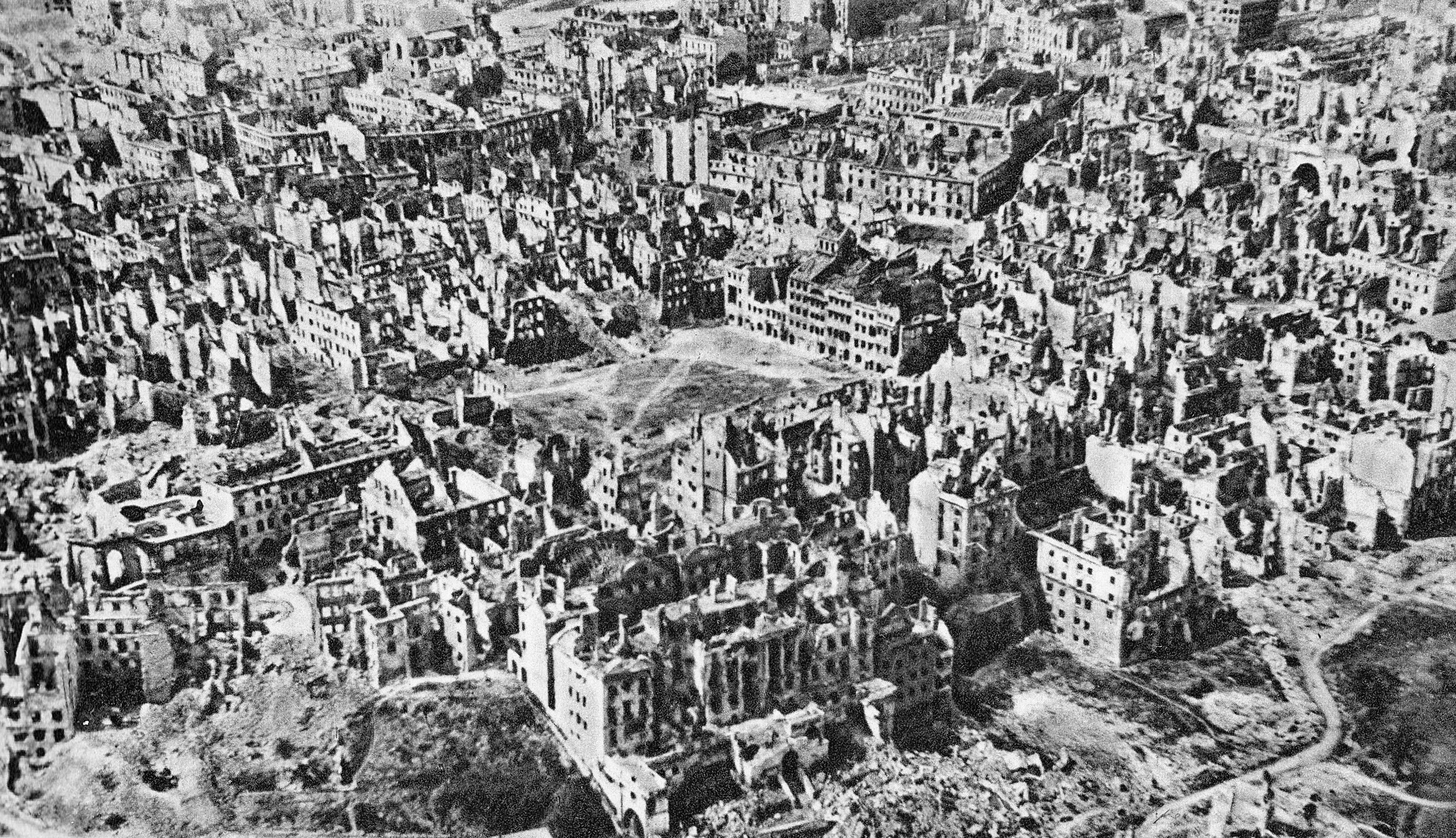
Tàn tích của Phố cổ năm 1945.

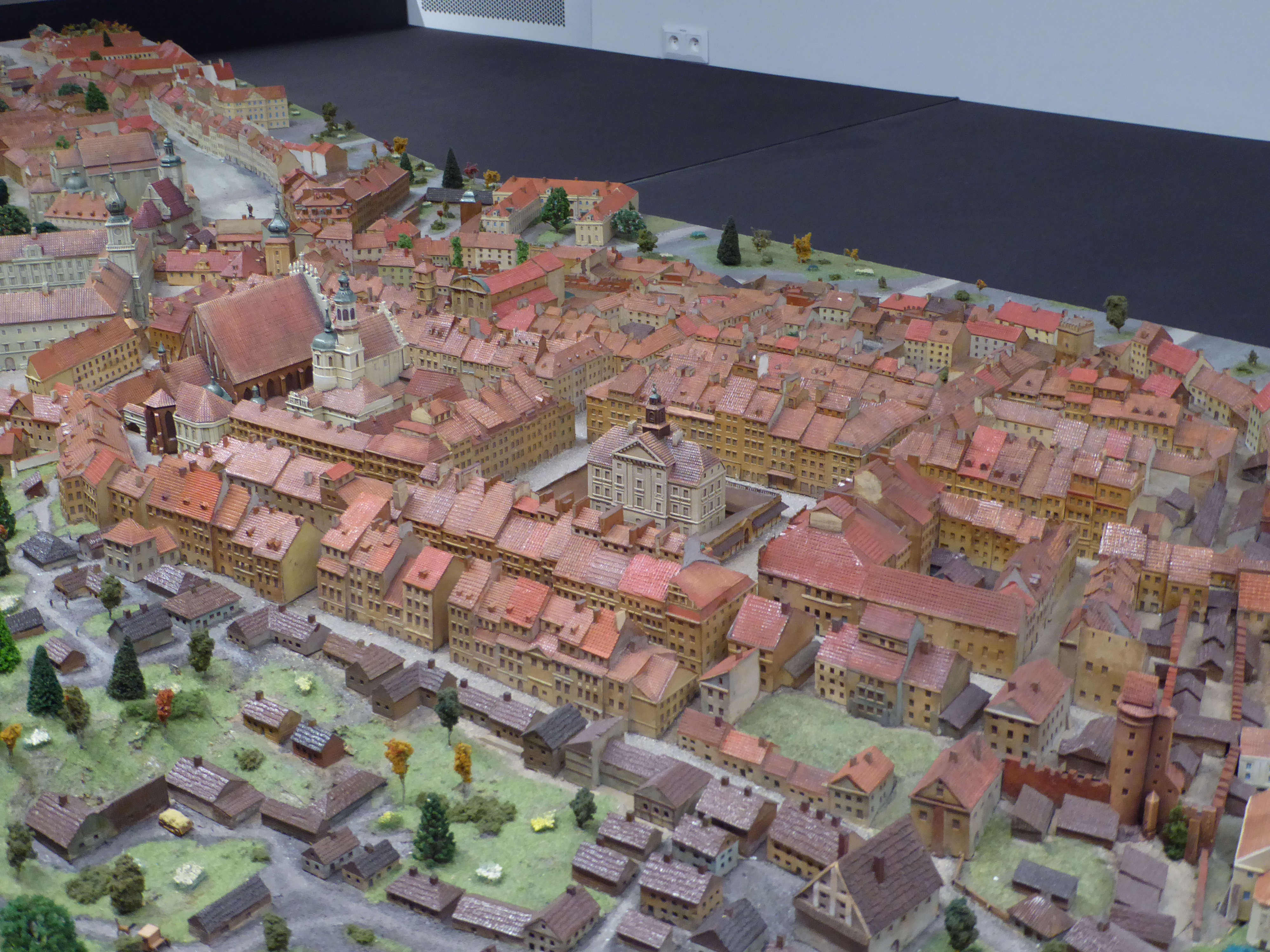
Mô hình tỉ lệ 1:300 của Phố cổ vào nửa sau thế kỷ 18 tại Bảo tàng Warszawa.

Cho đến năm 1817, điểm đáng chú ý nhất của Phố cổ là Tòa thị chính được xây trước năm 1429. Năm 1701, quảng trường được xây lại bởi Tylman van Gameren, và năm 1817 tòa thị chính đã bị phá bỏ. Kể từ thế kỷ 19, bốn phía của Quảng trường chợ đã mang tên bốn người Ba Lan đáng chú đã từng sinh sống ở bốn nơi này là: Ignacy Zakrzewski (nam), Hugo Kołłątaj (tây), Jan Dekert (bắc) và Franciszek Barss (đông).
Đầu những năm 1910, phố cổ là quê hương của nhà văn Yiddish nổi tiếng là Alter Kacyzne, người sau này đã mô tả cuộc sống ở đó trong cuốn tiểu thuyết năm 1929 của mình "שטאַרקע און שוואַכע" (Shtarke un Shvache, "The Strong and the Weak"). Như mô tả trong cuốn tiểu thuyết thì Phố cổ khi đó là một khu ổ chuột với những gia đình nghèo, một số là người Do Thái, số khác là người Kitô giáo sống rất đông đúc trong những khu nhà chia nhỏ trước đó từng là cung điện của giới quý tộc. Một số phần của nó rất phóng túng với các họa sĩ và nghệ sĩ có xưởng vẽ riêng trong khi một số đường phố lại là phố đèn đỏ.
Năm 1918, Lâu đài Hoàng gia một lần nữa trở thành trụ sở của cơ quan công quyền cao nhất Ba Lan khi là nơi làm việc của Tổng thống Ba Lan và văn phòng thủ tướng. Vào cuối những năm 1930, trong thời kỳ Stefan Starzyński là thị trưởng của Warszawa, chính quyền thành phố bắt đầu tân trang lại Phố cổ và khôi phục lại danh tiếng trước đây. Thành lũy và Quảng trường chợ đã được khôi phục một phần. Tuy nhiên, những nỗ lực này đã bị chấm dứt bởi sự bùng nổ của Thế chiến II.
Trong Cuộc tấn công Ba Lan (1939), phần lớn khu vực Phố cổ bị thiệt hại nặng nề bởi Luftwaffe của Đức khi các khu dân cư của thành phố cùng các địa điểm di tích lịch sử là những mục tiêu bị ném bom. Sau Cuộc bao vây Warszawa (1939), các phần của khu phố cổ đã được khôi phục nhưng ngay sau khi Khởi nghĩa Warszawa, những công trình còn đứng vững đã bị phá hủy bởi quân đội Đức một cách có hệ thống. Một bức tượng nhỏ đã được dựng lên có tên là Mały Powstaniec (Chiến sĩ nhí nổi dậy) trên một bức tường thành phố từ thời Trung Cổ của Phố cổ.
Sau Chiến tranh thế giới lần thứ hai, Phố cổ được xây dựng một cách tỉ mỉ. Trong nỗ lực phục dựng, rất nhiều các viên gạch cũ đã được sử dụng để xây dựng lại. Tuy nhiên, quá trình này không phải lúc nào cũng chính xác để tạo dựng lên Warszawa trước chiến tranh, đôi khi công việc bị trì hoãn hoặc chỉ có thể phục dựng được mặt tiền của một công trình hiện đại hơn. Đá và gạch vụn được tái sử dụng làm các họa tiết trang trí. Một số bản vẽ như Veduta của Bernardo Bellotto thế kỷ 18 cùng nhiều tác phẩm của sinh viên kiến trúc trước chiến tranh thế giới thứ hai khác được sử dụng làm tài liệu trong quá trình tái thiết. Tuy nhiên, một số bản vẽ của Bellotto không phù hợp với quá trình chỉnh trang và một số trường hợp, nó đã được sử dụng làm thiết kế của một tòa nhà mới.

## Quảng trường
Quảng trường chợ Phố cổ (Rynek Starego Miasta) xuất hiện từ cuối thế kỷ 13 là trung tâm thực sự của Phố cổ, và cho đến cuối thế kỷ 18, đây là trái tim của toàn bộ Warszawa. Tại đây, đại diện của nhiều hội, tổ chức và thương nhân đã gặp nhau trong Tòa thị chính (được xây dựng trước năm 1429, phá hủy năm 1817), và là nơi thi thoảng diễn ra các hội chợ và cuộc hành quyết. Những ngôi nhà xung quanh nó đại diện cho phong cách kiến trúc Gothic cho đến trận hỏa hoạn lớn năm 1607 phá hủy toàn bộ các ngôi nhà, sau đó chúng được xây dựng lại theo phong cách thời kỳ Phục hưng muộn.
Quảng trường Lâu đài hay là Quảng trường Zamkowy được xây dựng lại nối Phố cổ với trung tâm Warszawa hiện đại hơn. Đó là quảng trường ấn tượng với Cột Sigismund cùng những ngôi nhà xinh đẹp bao quanh. Nằm giữa Phố cổ và lâu đài Hoàng gia, đây là cửa ngõ dẫn vào thành phố và được mệnh danh là Cổng Kraków (Brama Krakowska). Nó được mở rộng vào thế kỷ 14 và tiếp tục là khu vực phòng thủ cho các vị vua. Quảng trường đã ở trong vinh quang vào thế kỷ 17 khi Warszawa trở thành thủ đô của đất nước và chính tại đây vào năm 1644, vua Władysław IV đã dựng cột để tôn vinh cha mình Zygmunt III Waza, người nổi tiếng với việc rời thủ đô của Ba Lan từ Kraków đến Warszawa. Bảo tàng Warszawa cũng nằm ở đó.
Quảng trường Kanonia phía sau nhà thờ chính tòa Thánh Gioan là một quảng trường hình tam giác. Tên của nó xuất phát từ những ngôi nhà chung cư từ thế kỷ 17 thuộc về các giáo khu của giáo phái Warszawa. Một số người khá nổi tiếng như Stanisław Staszic, đồng tác giả của Hiến pháp ngày 3 tháng 5 năm 1791. Trước đây nó là một nghĩa trang địa phương với hình tượng của Đức Mẹ theo kiến trúc Baroque thế kỷ 18. Ở giữa là chiếc chuông đồng được thiết kế năm 1646 bởi Daniel Tym, người đã thiết kế Cột Sigismund. Từ quảng trường Kanonia đến quảng trường Hoàng gia có một hành lang có mái che được xây dựng vào cuối thế kỷ 16 cho nữ hoàng Anna Jagiellonka vào những năm 1620, sau nỗ lực của Michał Piekarski nhằm ám sát Zygmunt III Waza khi ông đến nhà thờ thì hành lang này đã được kéo dài hơn. Nằm gần đó là ngôi nhà mỏng nhất thành phố.

## Di sản thế giới
Năm 1980, phố cổ Warszawa đã được UNESCO công nhận là di sản thế giới như là ví dụ nổi bật của quá trình tái thiết gần như hoàn thiện của một giai đoạn lịch sử từ thế kỷ 13 đến thế kỷ 20.
Đây cũng là một trong những Di tích Lịch sử Quốc gia Ba Lan được công nhận vào ngày 16 tháng 9 năm 1994. Danh sách này được quản lý bởi Ủy ban Di sản Quốc gia Ba Lan.

## Hình ảnh

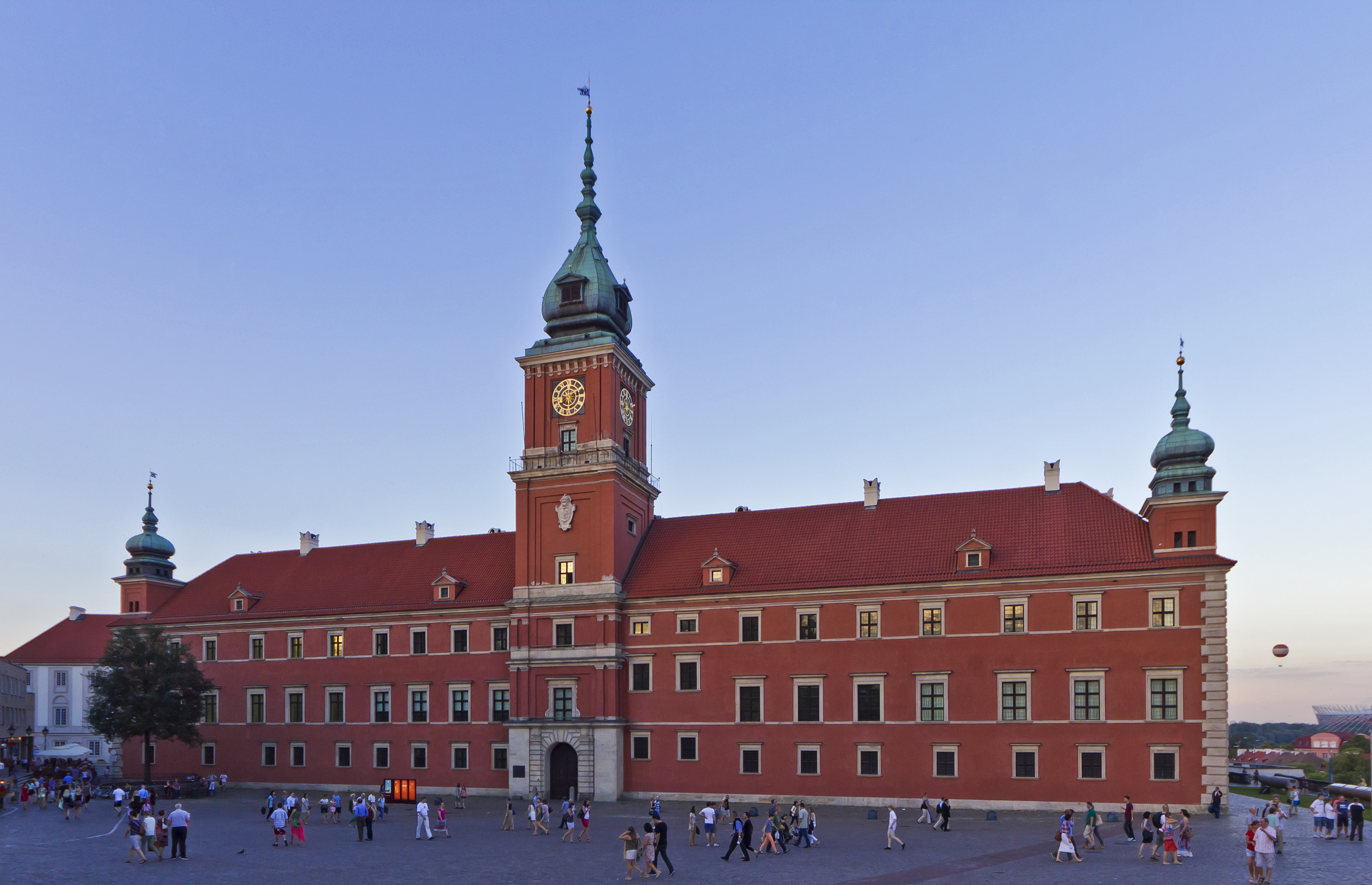
Quảng trường chợ
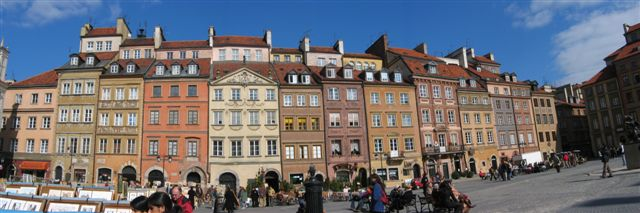
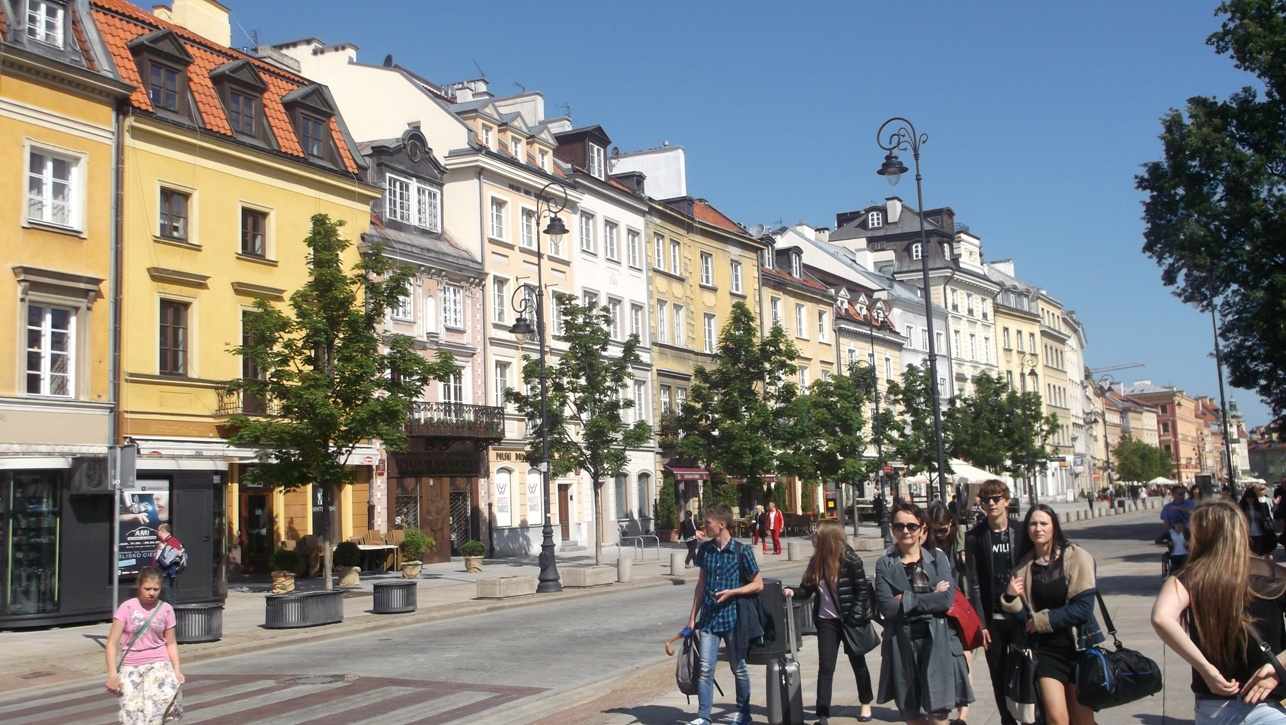
Đường tới Phố cổ
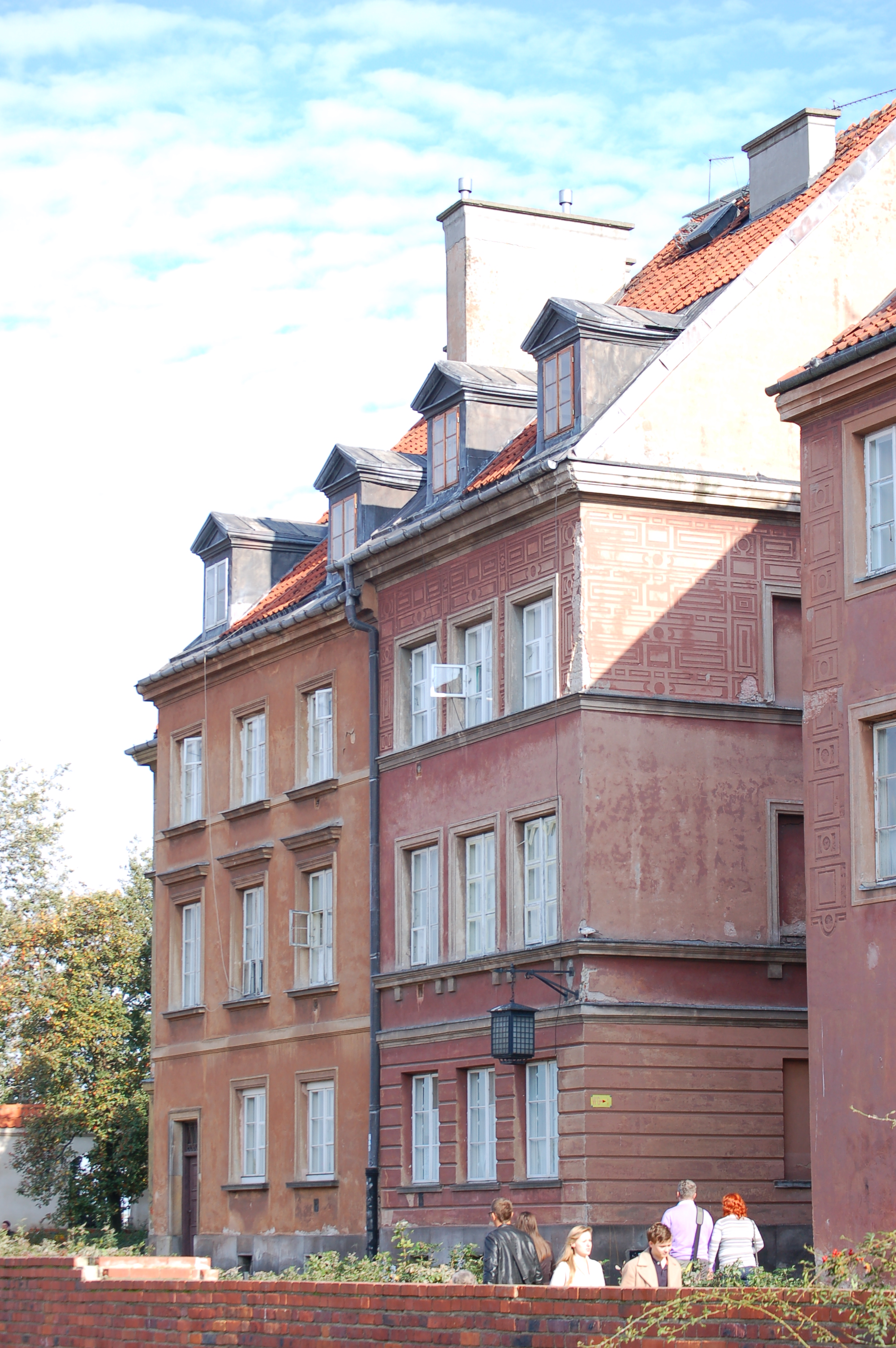
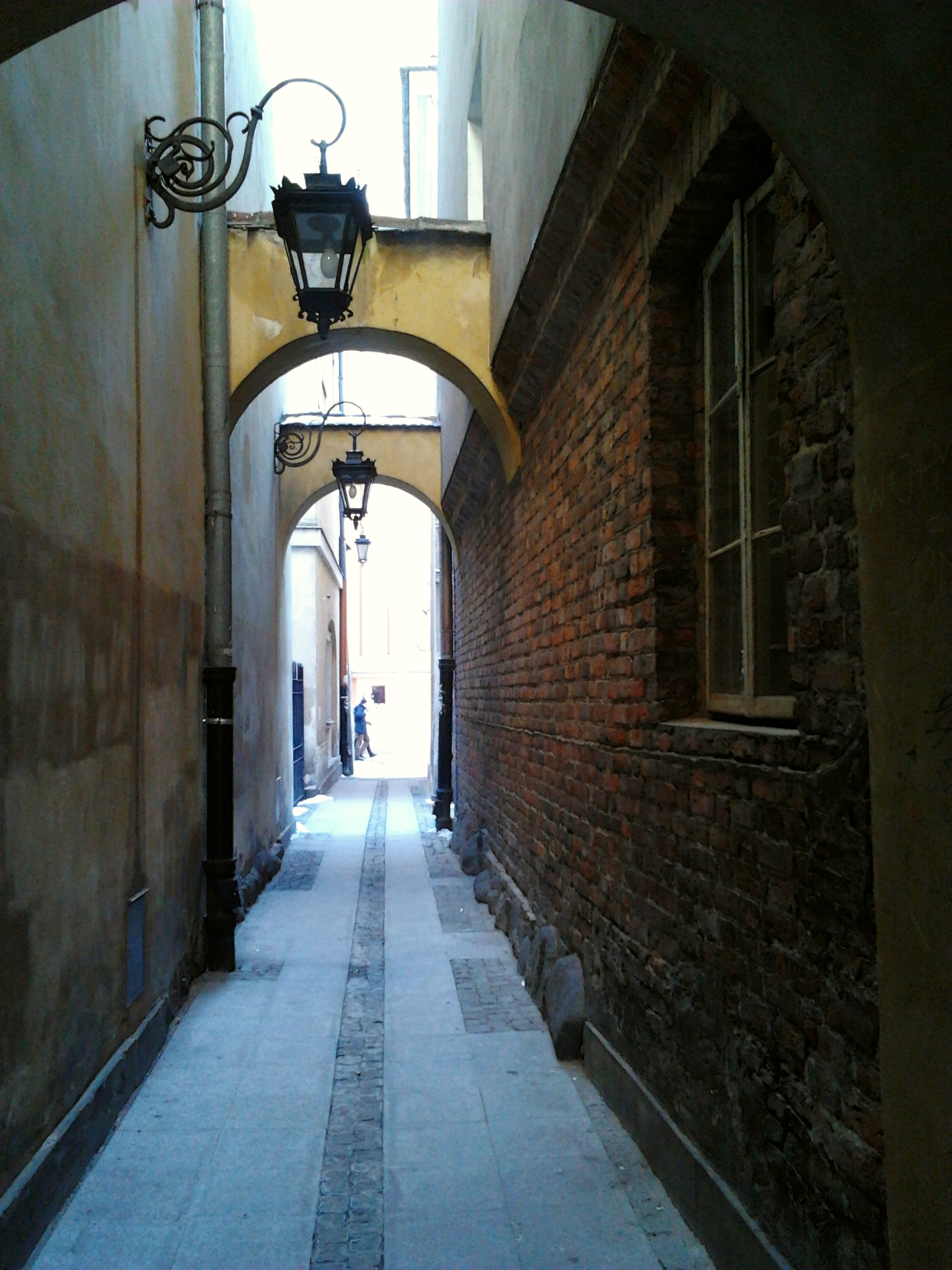
Một con hẻm
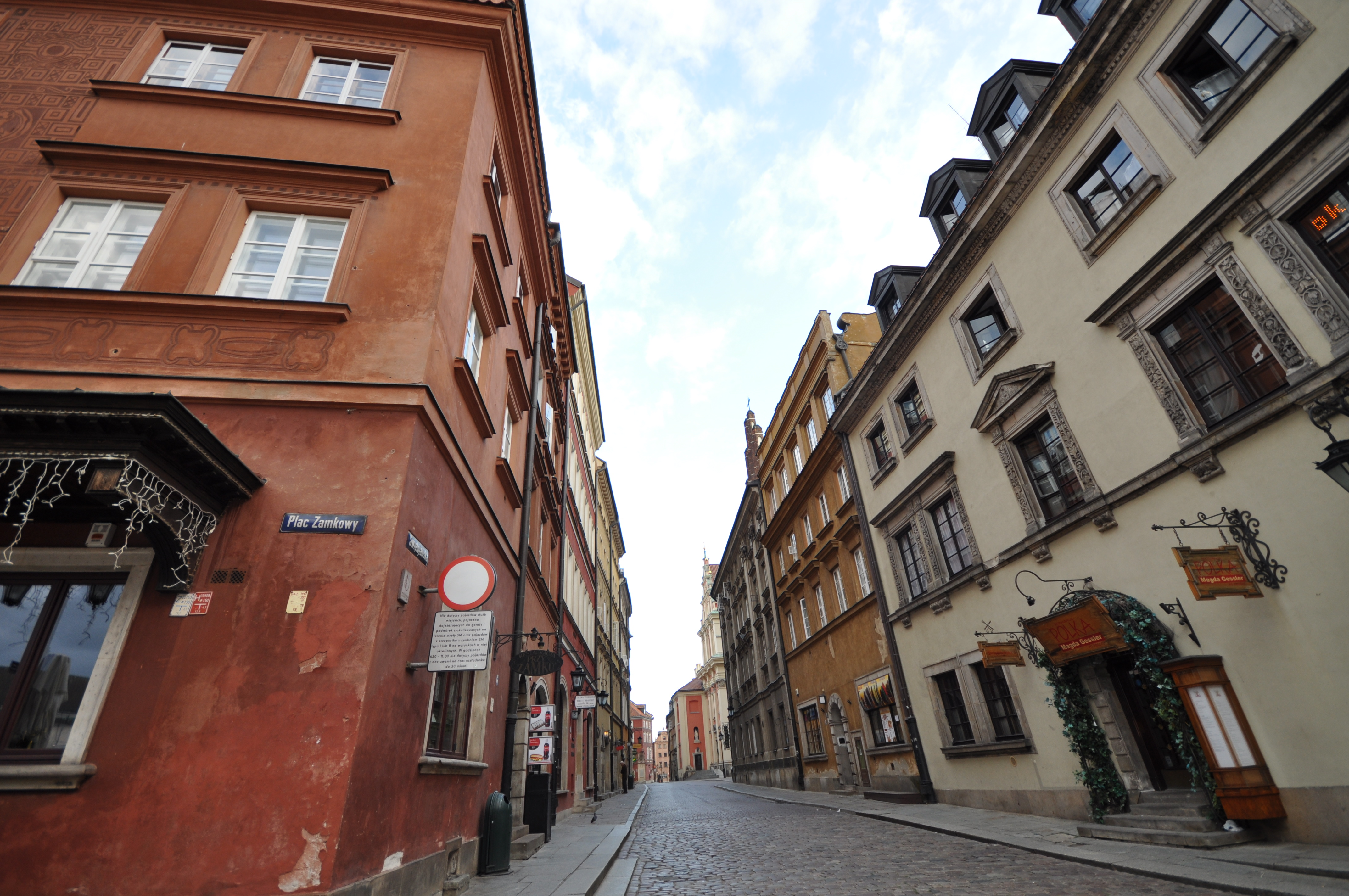
Những ngôi nhà lịch sử xung quanh Quảng trường Lâu đài
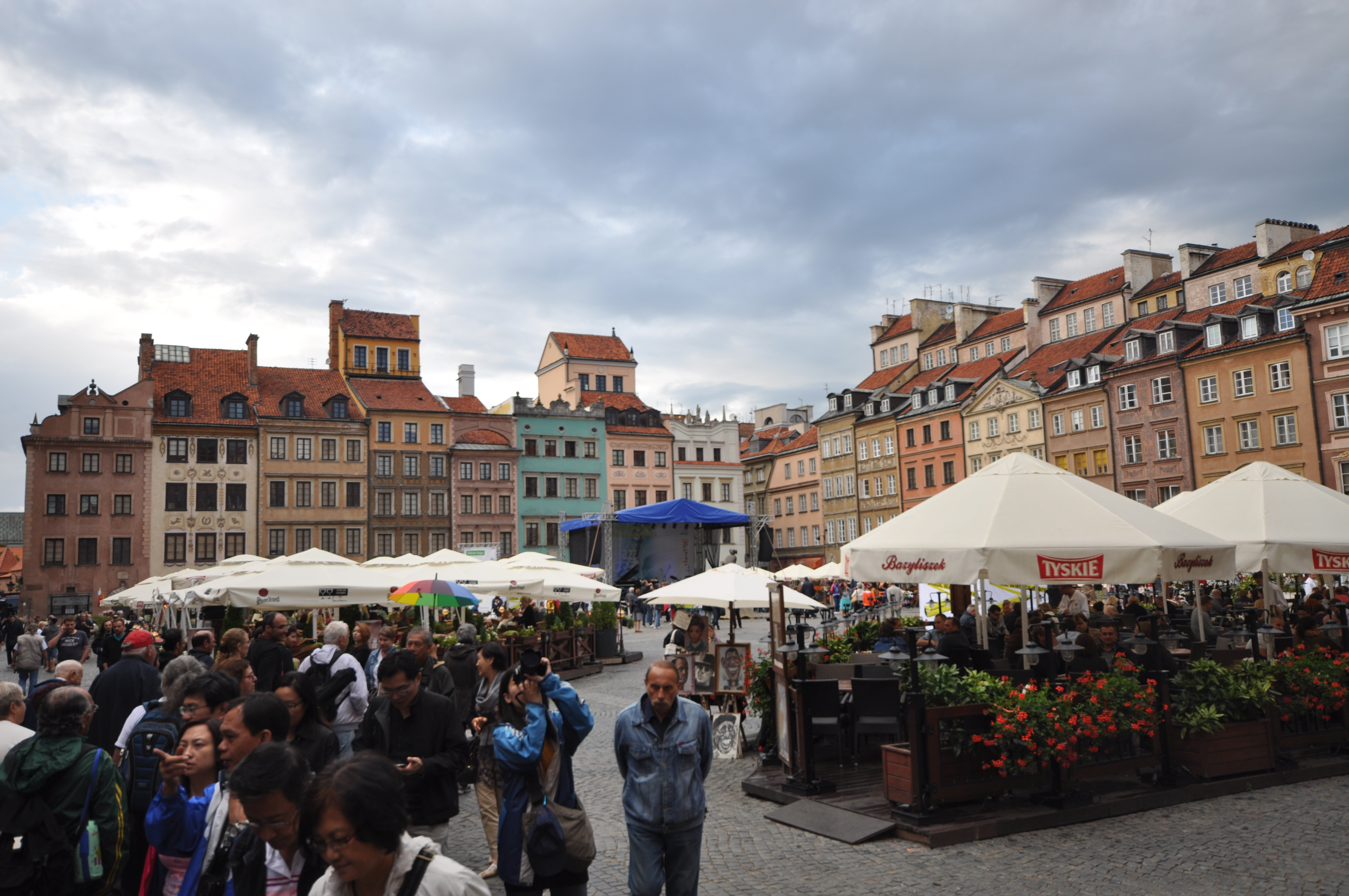
Khu chợ phố cổ với khách du lịch.
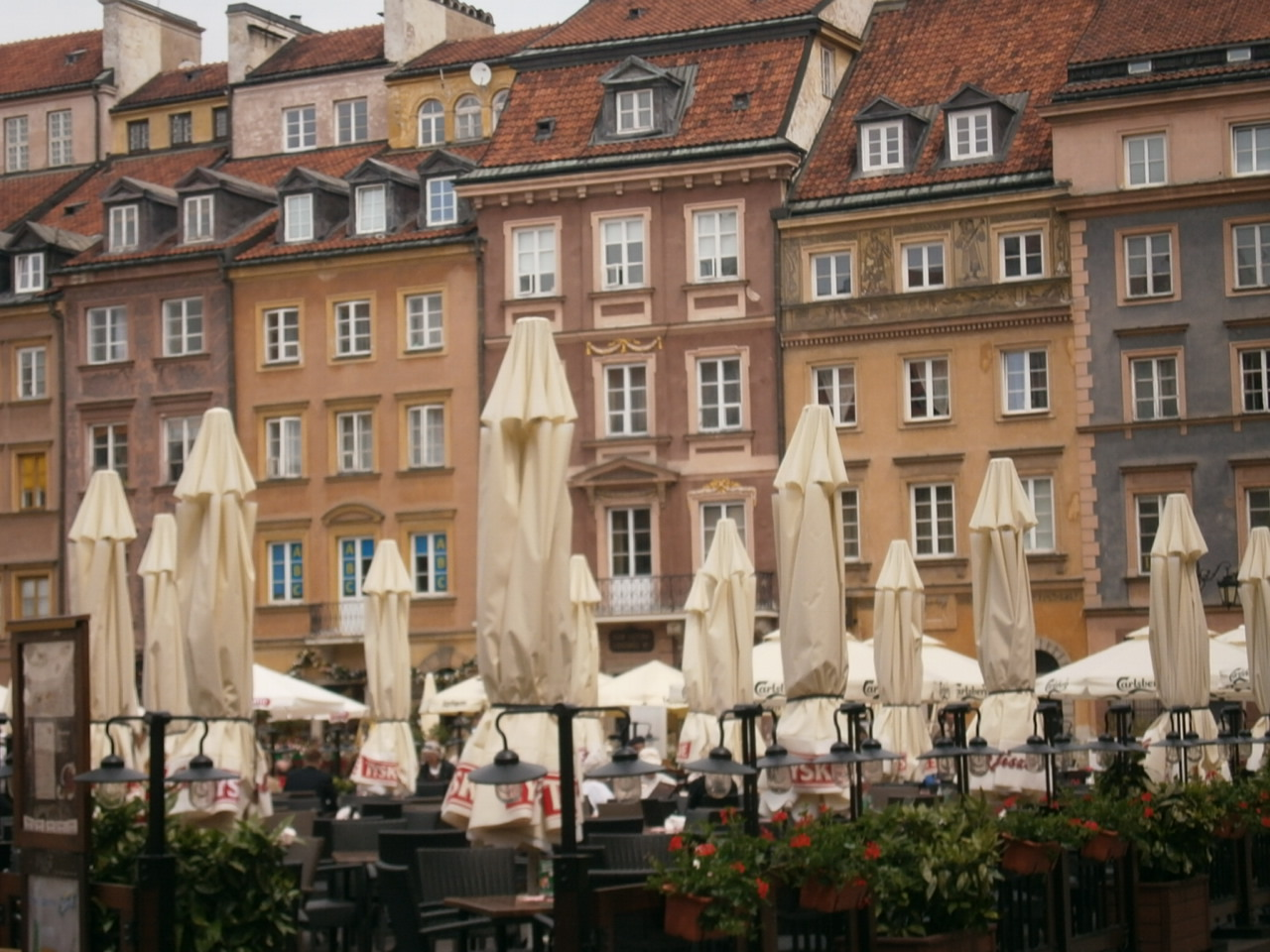
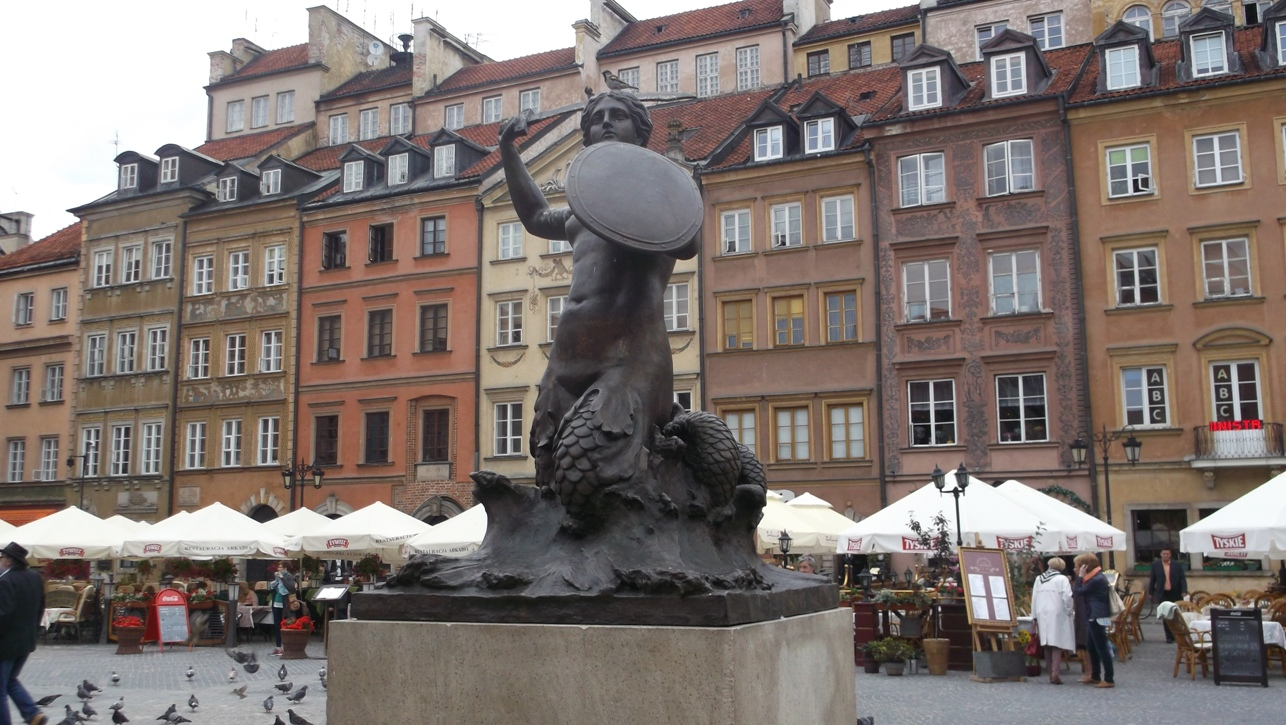
Tượng nàng tiên cá (Phố cổ).
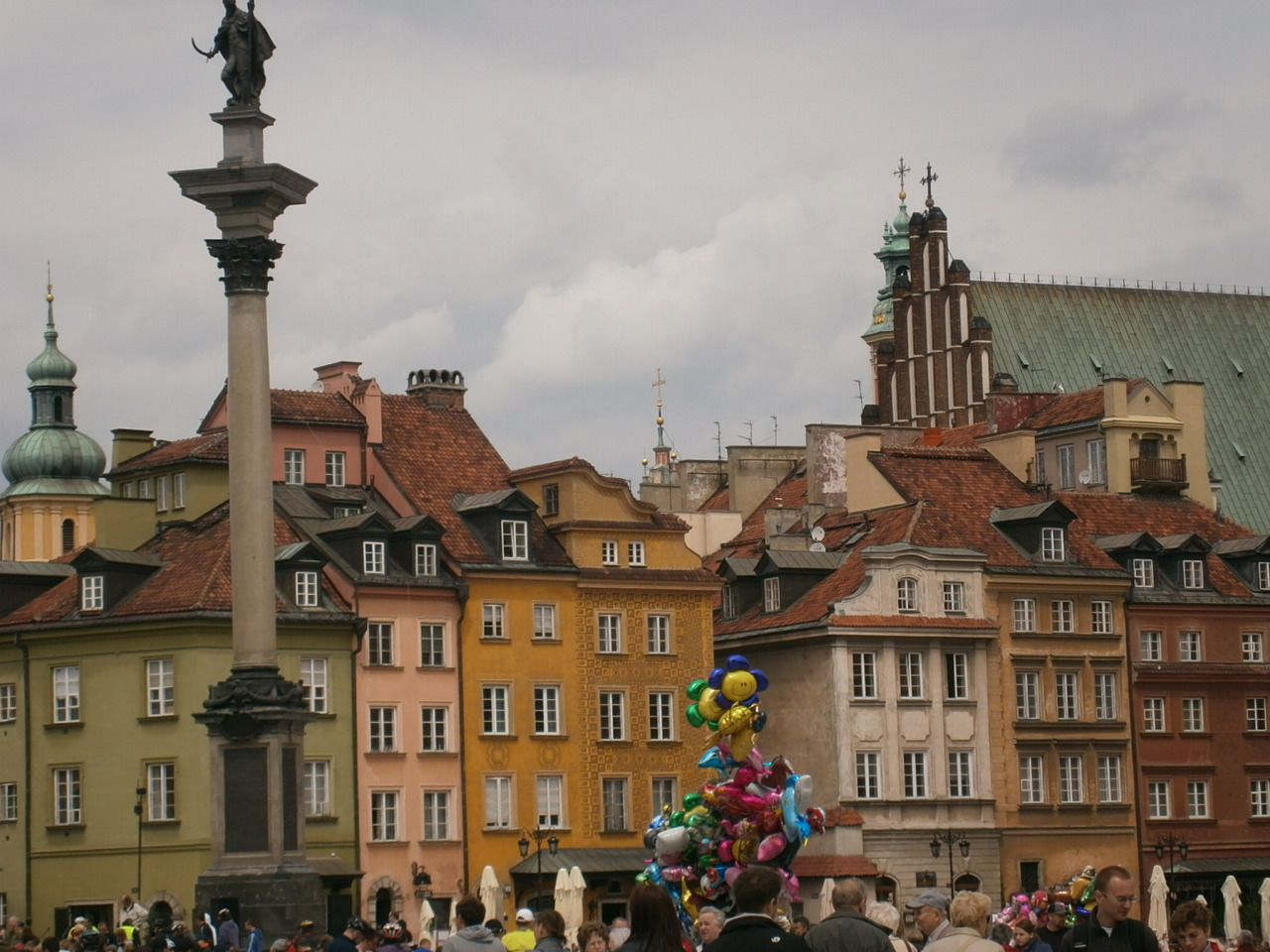
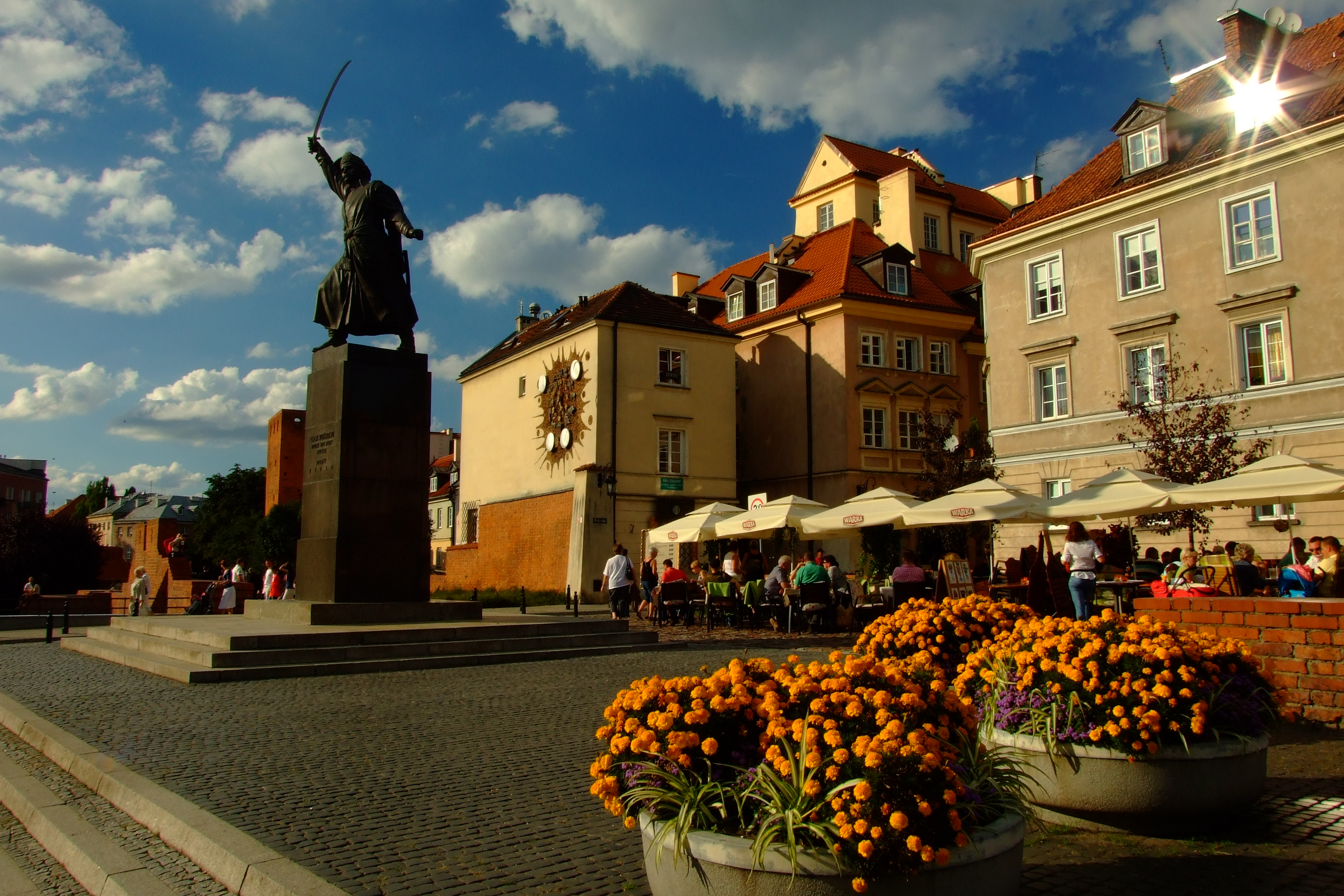
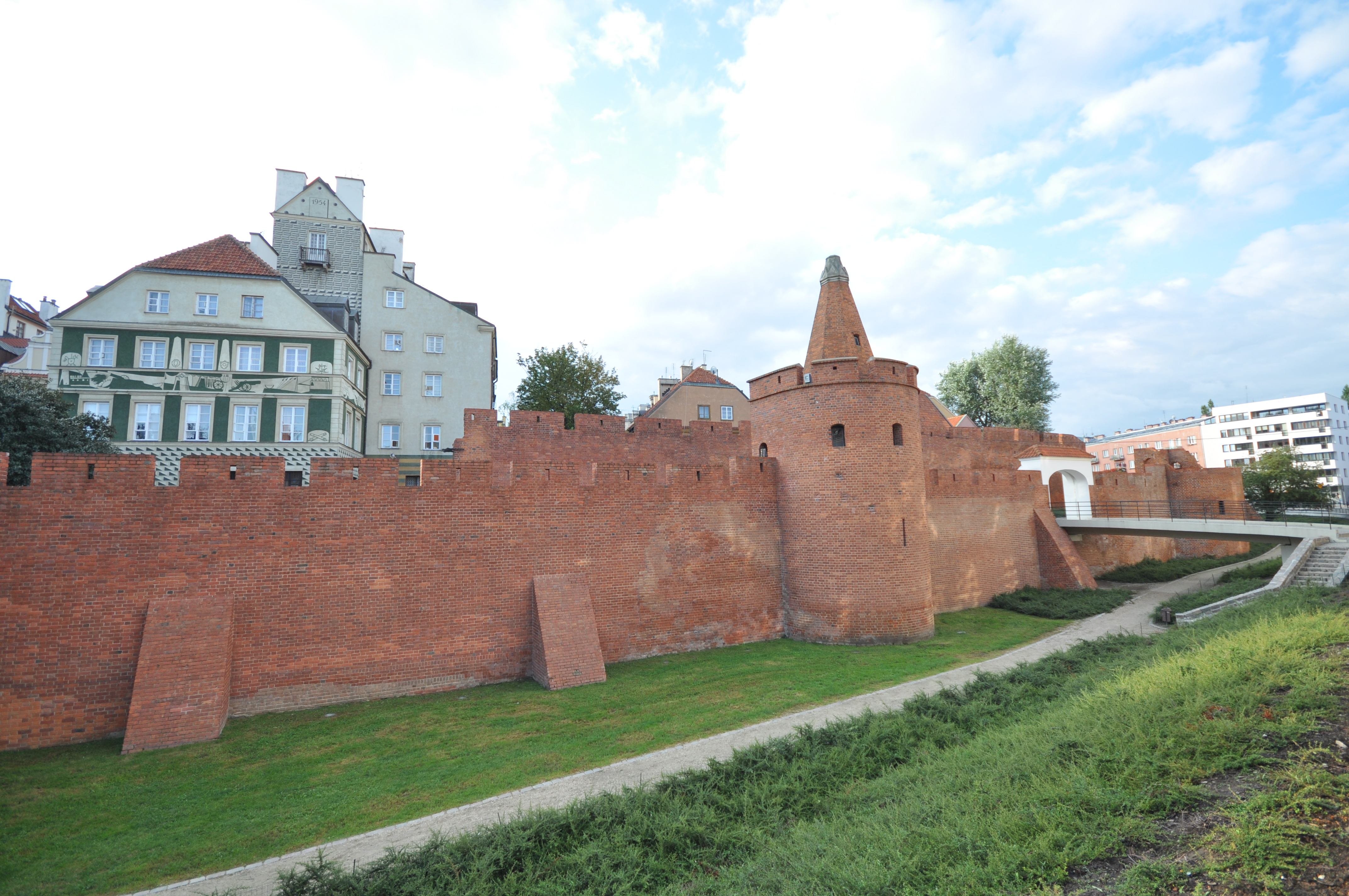
Phố cổ Warszawa được bao quanh bởi những bức tường phòng thủ thời trung cổ.
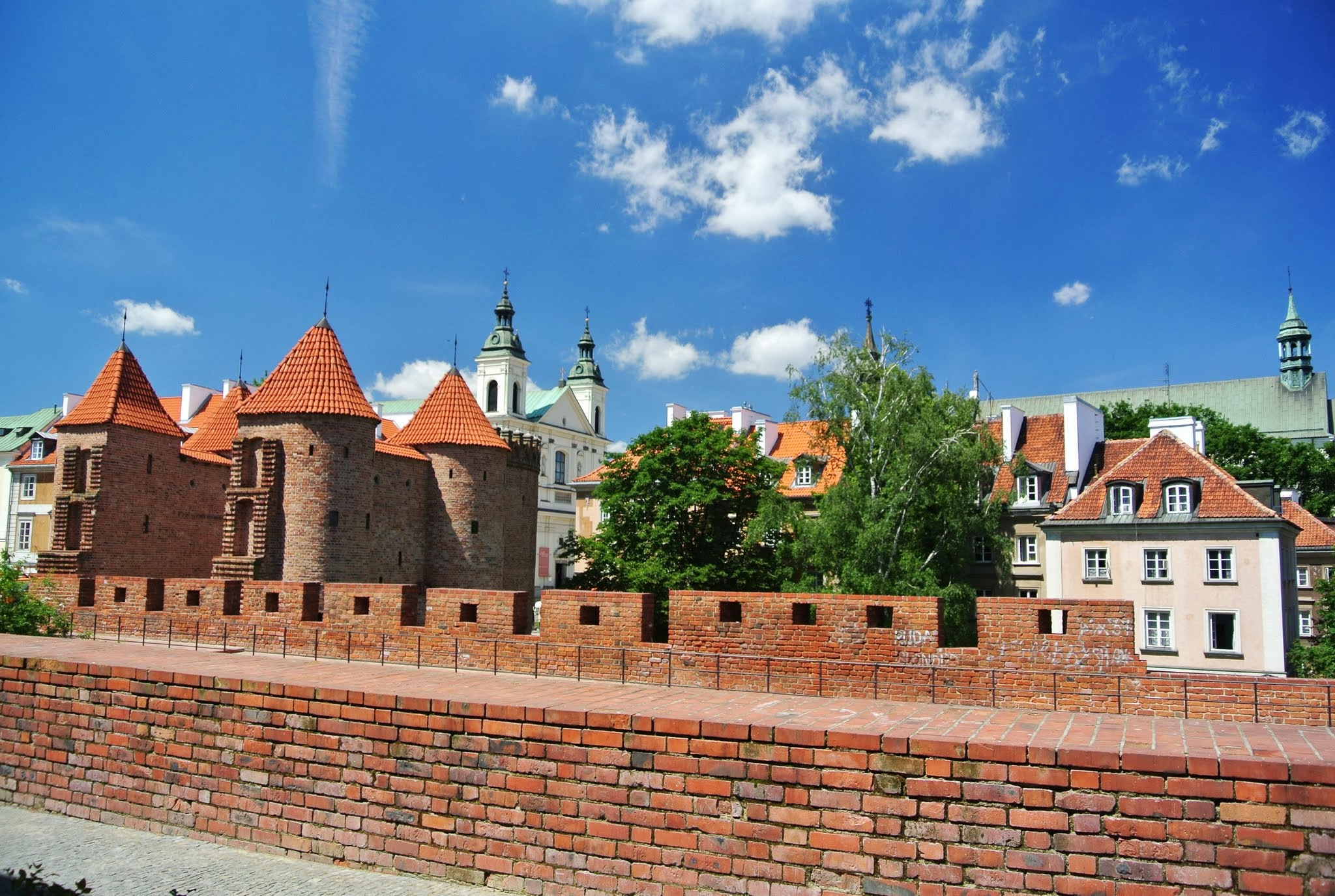
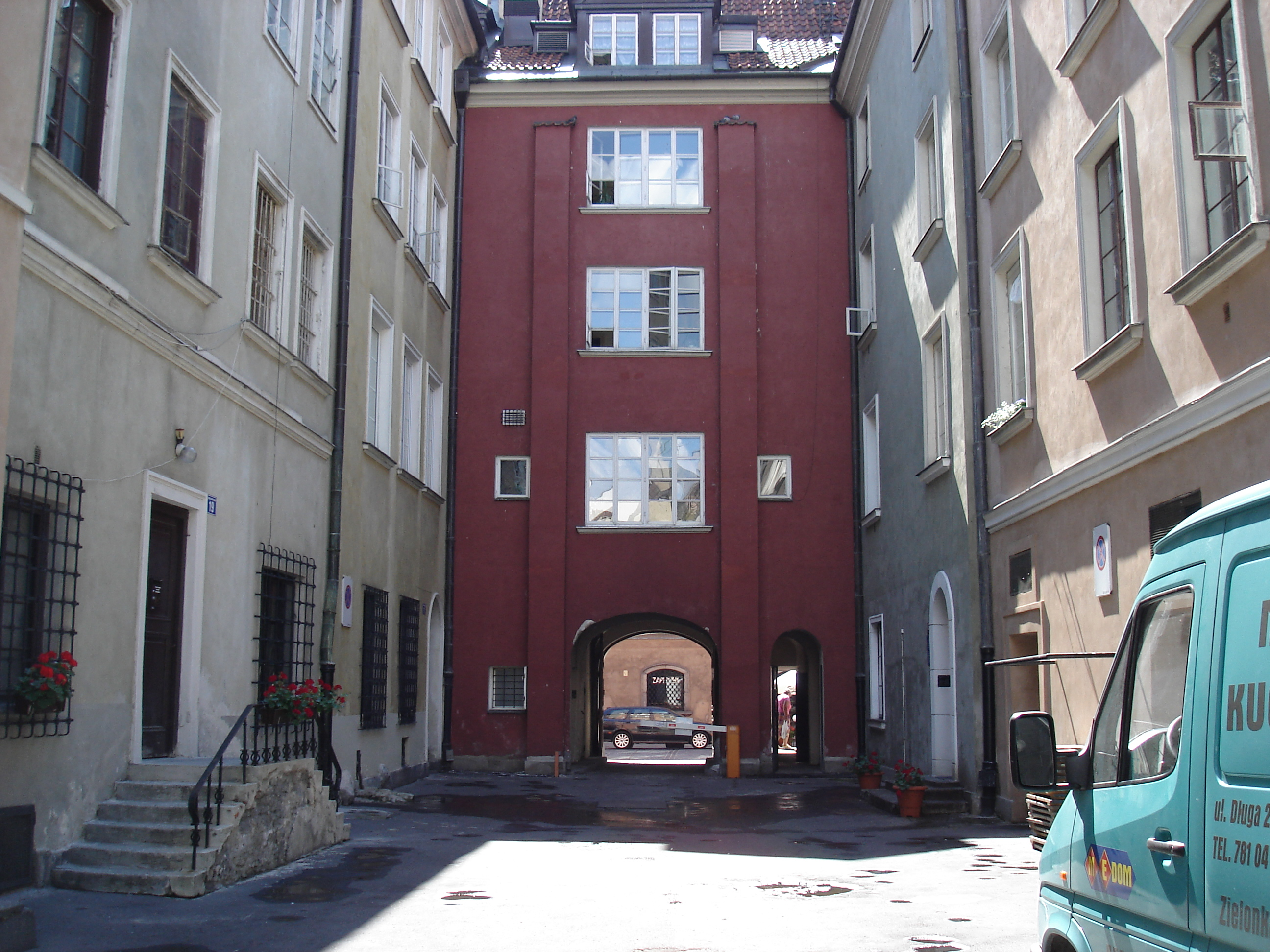
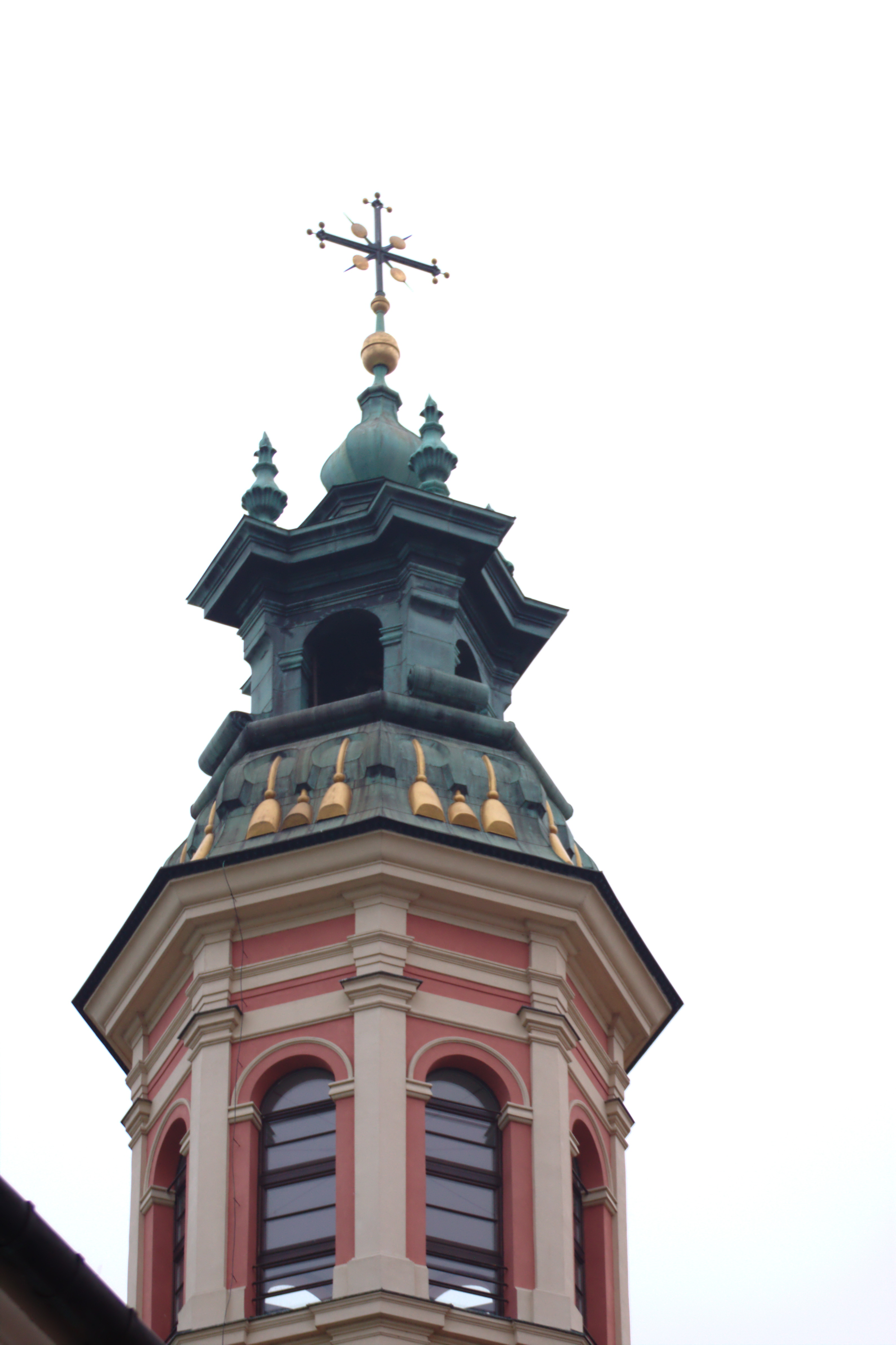
Một tháp chuông
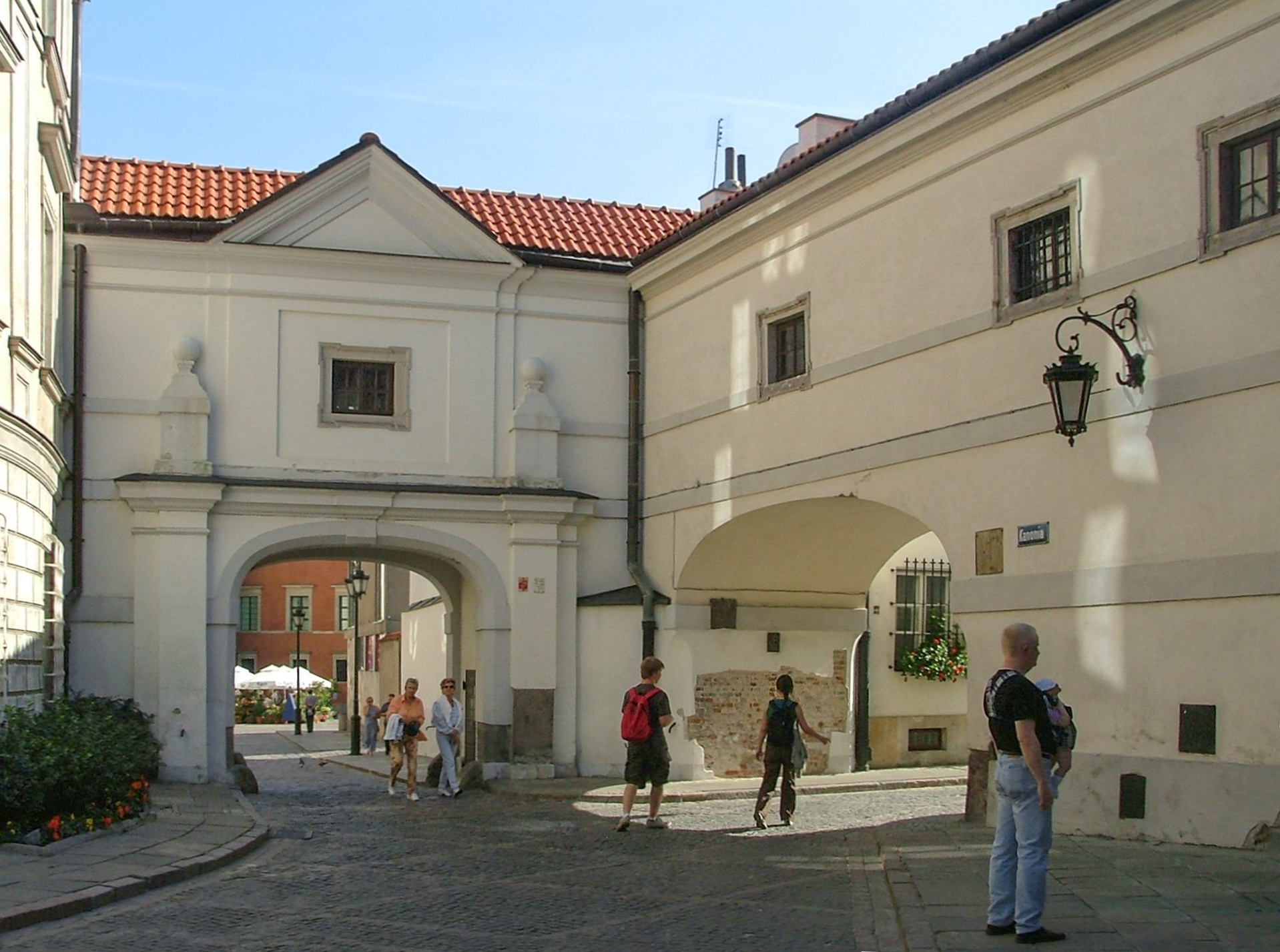
Hàng lang nữ hoàng Anna Jagiellonka lối lâu đài Hoàng gia với Nhà thờ Thánh Gioan
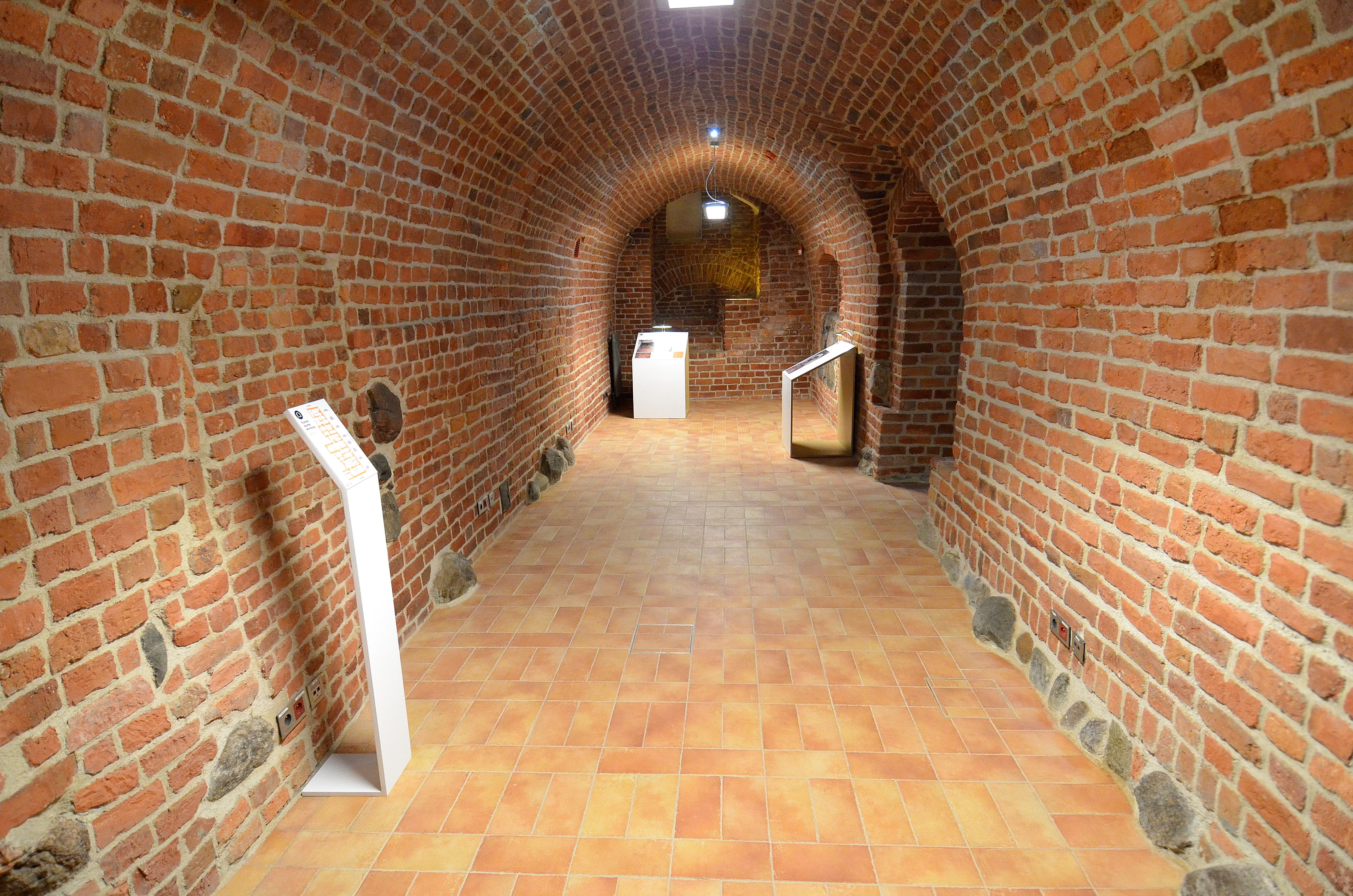
Tầng hầm thờ Trung cổ trong bảo tàng Warszawa